# Buttobi CPU
Buttobi CPU (ぶっとび!!CPU?) è un manga ecchi di Kaoru Shintani, pubblicato dal 1993 al 1997 sulla rivista Young Animal di Hakusensha e poi raccolto in tre volumi tankōbon.
La serie è stata adattata nel 1997 in un OAV hentai dallo studio Pink Pineapple, con alcune animazioni appaltate alla OLM Works. L'anime è stato pubblicato in Nord America da The Right Stuf International con il titolo I Dream of Mimi.

## Trama
Un giovane studente di nome Akira ha risparmiato una grande quantità di denaro per comparsi l'ultimo modello di personal computer in commercio, ma scopre che le scorte dei negozi si sono esaurite in breve tempo. Incredibilmente, vicino ad alcuni cassonetti della spazzatura trova quello che pensa essere lo stesso modello di computer che cercava, ancora nella sua confezione, e lo porta a casa. Quando apre la confezione Akira scopre che all'interno c'è un androide dall'aspetto di una bellissima ragazza. Questo particolare tipo di computer per funzionare ha continuamente bisogno di sperma.

## Personaggi e doppiatori
- Katsuaki Arima: Akira Takaoka
- Mifuyu Hiiragi: Mimi
- Hiroko Konishi: Kanako
- Nobutoshi Hayashi: Junpei
- Yuriko Yamaguchi: Forte
- Kotono Mitsuishi: Quadra
- Maya Okamoto: Centris
- Yūko Miyamura: Performa

## Episodi
| Nº | Giapponese 「Kanji」 - Rōmaji                  |
| 1  | 「過激にアクセス」 - Kageki ni akusesu         |
| 2  | 「やさしくハングアップ」 - Yasashiku hanguappu |
| 3  | 「優雅にリセット」 - Yūga ni risetto           |